# Guillermo Weller
Guillermo Weller, född 4 maj 1913, död 4 juni 1999, var en argentinsk friidrottare. Han deltog vid olympiska sommarspelen 1952 och olympiska sommarspelen 1960.